# Waipahi (rivière)
La rivière Waipahi  (en anglais : Waipahi River) est un cours d’eau de la région du sud Otago dans l’Île du Sud de la Nouvelle-Zélande.

## Géographie
C’est un affluent de la rivière Pomahaka, qui elle-même se déverse dans le fleuve Clutha.